# Peter Terry
Sir Peter David George Terry, GCB, AFC, QCVSA, KStJ, (* 18. Oktober 1926 in Ramsgate, Kent; † 19. Dezember 2017 in Aylesbury, Buckinghamshire) war ein britischer General (Air Chief Marshal) der Royal Air Force (RAF), zuletzt zwischen 1981 und 1984 stellvertretender Oberkommandierender der Alliierten Streitkräfte der NATO in Europa DSACEUR (Deputy Supreme Allied Commander Europe) sowie von 1985 bis 1989 Gouverneur von Gibraltar war. Während seiner Amtszeit als Gouverneur von Gibraltar unterzeichnete er 1988 ein Dokument, aufgrund dessen die Spezialeinheit SAS (Special Air Service) drei Aktivisten der Irish Republican Army (IRA) überwältigte und tötete. Aus Rache verübte die IRA 1990 ein Attentat auf ihn.

## Leben

### Militärische Ausbildung, Verwendungen als Offizier und Stabsoffizier
Terry trat nach dem Schulbesuch 1945 als Schütze in das RAF Regiment ein, der Einheit der Royal Air Force (RAF) für den Schutz und die Verteidigung der Militärflugplätze. Am 17. Juli 1946 wurde er als Leutnant (Pilot Officer) im Rahmen einer Notfallberufung (Emergency Commission) in das RAF Regiment übernommen. Im Anschluss wurde seine Dienstzeit am 29. Mai 1947 um vier Jahre im Rahmen einer Extended Commission verlängert und er am 17. Juli 1948 zum Oberleutnant (Flying Officer) befördert. Am 1. Oktober 1950 wurde er schließlich als Berufssoldat (Permanent Commission) in das RAF Regiment übernommen und als solcher am 17. Juli 1952 zum Hauptmann (Flight Lieutenant) befördert. 1953 absolvierte er eine Pilotenausbildung und wurde am 30. April 1956 als Flight Lieutenant in den allgemeinen Dienst (General Duties Branch) der RAF versetzt. Er absolvierte 1959 den 156. Flugausbilderlehrgang an der Zentralen Flugschule CFS (Central Flying School) und wurde am 13. Juni 1959 erstmals mit der Queen’s Commendation for Valuable Service (QCVSA) ausgezeichnet.
Nach seiner Beförderung zum Major (Squadron Leader) am 1. Juli 1959 wurde Terry Fluglehrer QFI (Qualified Flying Instructor) an einer Flugausbildungsschule FTS (Flying Training School). 1962 besuchte er das Royal Air Force Staff College Bracknell und erhielt am 2. Juni 1962 abermals eine QCVSA für seine Verdienste. Am 20. April 1964 wurde er zum Stab in das Hauptquartier der RAF Fernost (RAF Far East Air Force) auf dem Stützpunkt RAF Changi in Singapur versetzt und dort am 1. Juli 1964 zum Oberstleutnant (Wing Commander) befördert. Im Anschluss übernahm er am 27. Juli 1966 den Posten als Kommandeur (Commanding Officer) der No. 51 Squadron RAF und erhielt in dieser Verwendung am 8. Juni 1968 das Air Force Cross (AFC) sowie am 1. Juli 1968 auch seine Beförderung zum Oberst (Group Captain). Als solcher wurde er am 11. November 1968 Kommandeur des Luftwaffenstützpunktes RAF El Adem in Libyen sowie am 19. Juni 1970 Direktor der Abteilung Einsatzplanung im Luftwaffenstab, ehe er 1971 Leiter der Abteilung Vorausplanung der RAF wurde.

### Aufstieg zum Air Chief Marshal und Gouverneur von Gibraltar
Am 1. Juli 1972 wurde Terry zum Brigadegeneral (Air Commodore) sowie am 1. Juli 1974 zum Generalmajor (Air Vice Marshal) befördert und wurde am 1. Januar 1975 Companion des Order of the Bath (CB). Er wechselte am 22. März 1975 in das Oberste Hauptquartier der Alliierten Streitkräfte der NATO in Europa SHAPE (Supreme Headquarters Allied Powers Europe) und übernahm dort als Nachfolger von Air Vice Marshal Michael Beetham den Posten als Assistierender Chef des Stabes für Planung und Grundsatzpolitik (Plans and Policy Division) und hatte diesen bis zu seiner Ablösung durch Air Vice Marshal Keith Williamson am 26. März 1977 inne. Nach seiner Rückkehr wurde er am 26. März 1977 zum Generalleutnant (Air Marshal) befördert und löste Air Marshal David Evans als Vizechef des Luftwaffenstabes (Vice Chief of the Air Staff) ab. Am 31. Dezember 1977 wurde er zum Knight Commander des Order of the Bath (KCB) geschlagen und führte fortan den Namenszusatz „Sir“. Am 30. Januar 1979 übernahm Air Marshal John Nicholls den Posten als Vice Chief of the Air Staff.
Terry wiederum trat am 30. April 1979 die Nachfolge von Air Marshal John Stacey als Oberkommandierender der Luftstreitkräfte in Deutschland (RAF Germany) an und war als solcher zugleich Kommandeur der 2. Taktischen Luftflotte (RAF Second Tactical Air Force). Diese Posten hatte er bis zum 2. Februar 1981 inne und wurde daraufhin von Air Marshal Jock Kennedy abgelöst. Im Anschluss wurde er am 2. Februar 1981 als erneuter Nachfolger von Air Chief Marshal John Stacey zunächst stellvertretender Oberkommandierender der Alliierten Streitkräfte in Mitteleuropa AFCENT (Allied Forces Central Europe) und erhielt am 1. März 1981 seine Beförderung zum General (Air Chief Marshal). Bereits am 9. April 1981 löste er General Jack Harman als stellvertretender Oberkommandierender der Alliierten Streitkräfte der NATO in Europa DSACEUR (Deputy Supreme Allied Commander Europe) ab und verblieb auf diesem Posten bis zu seinem Ausscheiden aus dem aktiven Militärdienst am 18. Oktober 1984, woraufhin General Edward Burgess sein Nachfolger wurde. Am 31. Dezember 1982 wurde er zum Knight Grand Cross des Order of the Bath (GCB) erhoben.
Am 19. November 1985 löste Terry Admiral David Williams als Gouverneur von Gibraltar sowie als Oberkommandierender der Streitkräfte in Gibraltar ab und hatte diese Ämter bis zu seiner Ablösung durch Admiral Derek Reffell im Dezember 1989 inne. Am 1. Januar 1986 wurde er Knight of Justice des Order of Saint John (KStJ). Während seiner Amtszeit als Gouverneur von Gibraltar unterzeichnete er 1988 ein Dokument, aufgrund dessen die Spezialeinheit SAS (Special Air Service) drei Aktivisten der Irish Republican Army (IRA) überwältigte und tötete. Aus Rache verübte die IRA 1990 ein Attentat auf ihn. Durch ein Fenster seines Wohnhauses in Staffordshire wurden mehrere Schüsse auf Terry abgegeben. Terry erhielt mehrere Treffer im Gesicht und seine Frau Betty wurde unterhalb eines Auges verletzt, die Tochter erlitt einen Schock.